# ماكسيميليانو كافالوتي
ماكسيميليانو كافالوتي (بالإسبانية: Maximiliano Cavallotti)‏ (15 نوفمبر 1984 في الأرجنتين - ) هو لاعب كرة قدم أرجنتيني في مركز حراسة المرمى.

## وصلات خارجية
- ماكسيميليانو كافالوتي على موقع قاعدة بيانات كرة القدم.إي يو (الإنجليزية)
- ماكسيميليانو كافالوتي على موقع Soccerway.com (الإنجليزية)